# Xemeneia volcànica
Una xemeneia volcànica és el conducte per on surt el magma dels volcans a la superfície.

## Classes

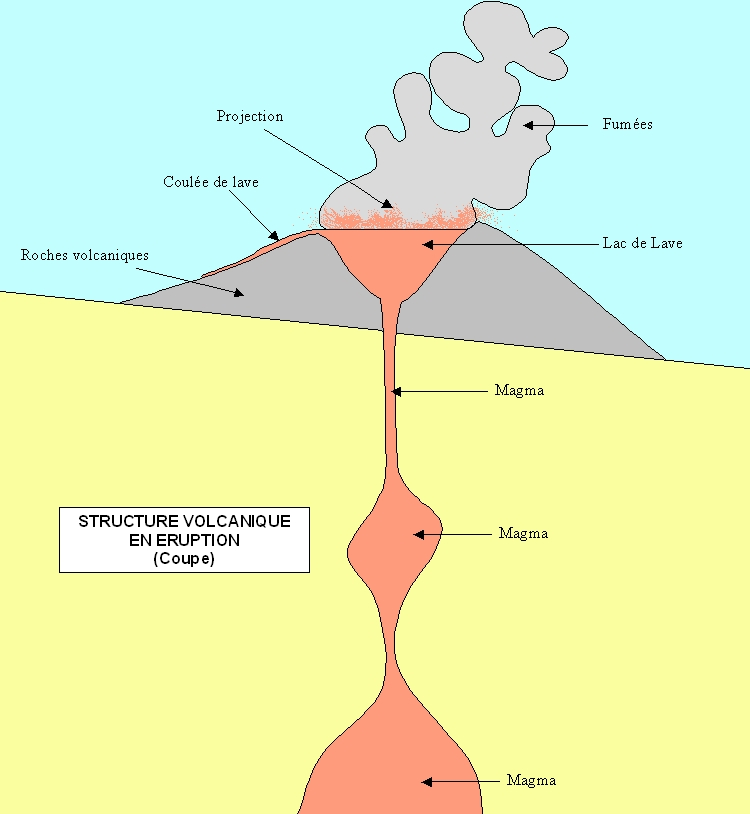
Exemple de l'estructura d'un volcà en erupció.

Existeixen dues classes de xemeneies volcàniques. Les usuals comuniquen la càmera magmàtica, situada dins de l'escorça terrestre amb la superfície, en anglès es refereixen amb el terme neck. Existeixen altres xemeneies que comuniquen directament el mantell amb la superfície, sense càmera magmàtica, en anglès es refereixen amb el terme pipe.

### Amb càmera magmàtica
Depenent del tipus de magma les erupcions creessin diferent tipus de con volcànic. Es podran crear edificis volcànics de gran envergadura.
El tipus de roca que formi l'edifici condiciona l'acció de l'erosió i la meteorització. Els cons de cendres són desgastats en relatiu poc el temps. Mentre que no succeeix el mateix amb altres tipus de volcans, si el volcà expulsa lava líquida la resistència a l'erosió és similar a la de la xemeneia.
Conforme l'erosió progressa, la roca que ocupa la xemeneia, més resistent, pot romandre dempeus sobre el terreny circumdant, molt després que hagi desaparegut el con que la conté. A aquestes estructures les hi denomina banyó volcànic.

### Sense càmera magmàtica

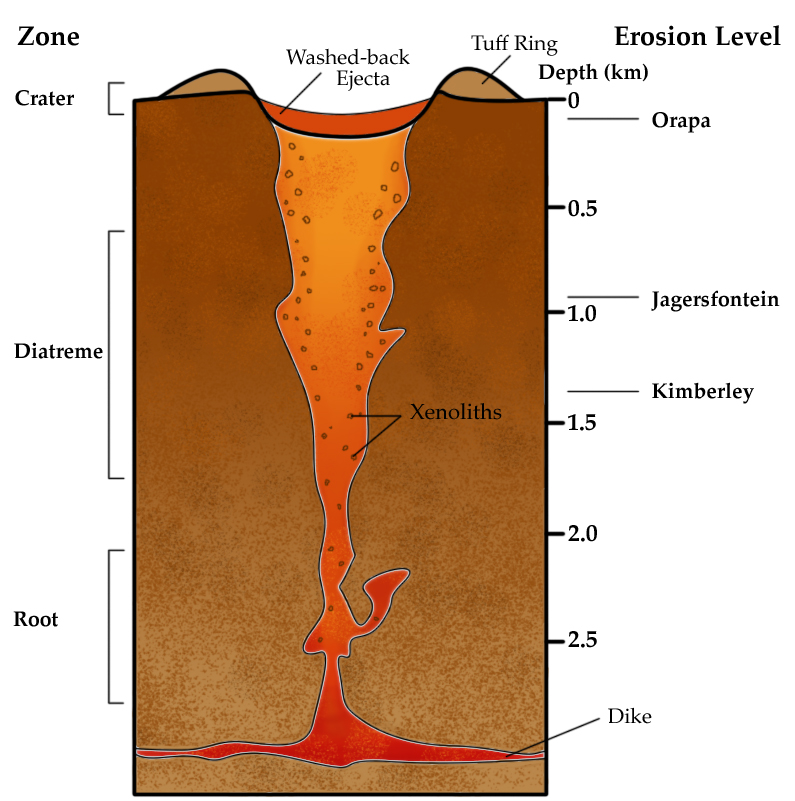
Estructura d'una xemeneia de kimberlita.

Aquest tipus de xemeneies volcàniques són estructures geològiques subterrànies formades per violentes erupcions volcàniques supersòniques, d'origen profund. Aquests volcans s'originen almenys tres vegades més profunditat que la majoria de volcans, i el magma resultant empès cap a la superfície té una alta concentració de magnesi i compostos volàtils, tals com a aigua i diòxid de carboni. Es considera que són del tipus diatrema. A mesura que el cos de magma s'eleva cap a la superfície, i disminueix la pressió, els compostos volàtils es transformen a fase gasosa. Aquesta expansió sobtada impulsa el magma cap amunt a velocitats ràpides, resultant una erupció superficial supersònica. Una analogia útil és el descorche d'una ampolla de xampany agitada.

#### Morfologia
La part més propera a la superfície d'aquestes xemeneies volcàniques estan formades per un con profund, estret de magma solidificat (que és d"), i generalment es compon en un gran percentatge d'un dels dos tipus de roques característiques: kimberlita o lamproita. La composició d'aquestes roques reflecteixen que la fuentecanes és el magma profund, on la terra és rica en magnesi. Aquest tipus de xemeneia volcàniques és relativament escàs. I són la font primària de diamants.

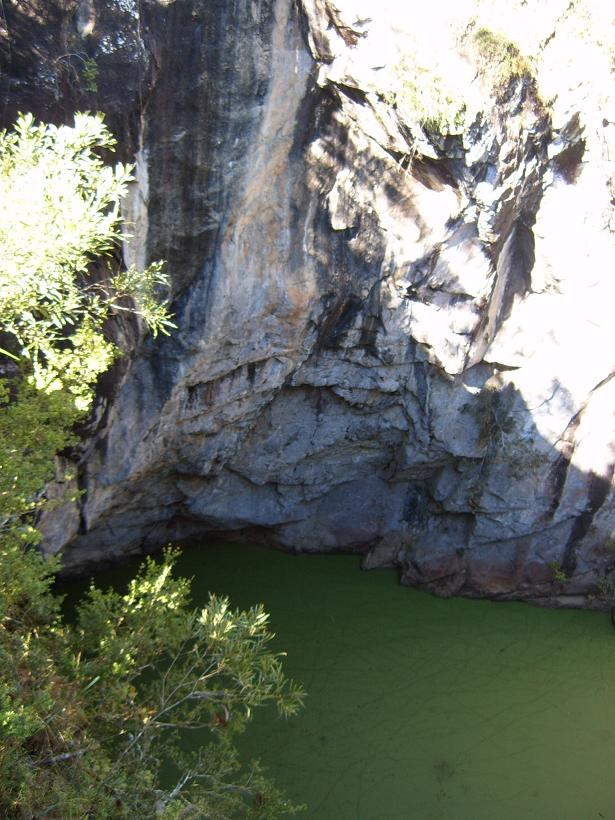
El crater, Hypipamee National Park, Altiplà Atherton, Queensland, Austràlia. És la resta d'una xemeneia d'uns 100 m. d'ample

#### Xemeneies de kimberlita
L'erupció expulsa una columna de materials que recau directament sobre la columna de magma, i no forma una gran elevació sobre el sòl, com ho fan els volcans característics. En canvi, es forma una depressió en forma de bol sobre la columna de magma subterrani envoltada per anell de poca altura de material eyectado, piroclastos, conegut com a anell de toba. Amb el temps, aquest anell de toba es pot erosionar caient dins de la depressió, anivellant-la en omplir-se amb el material arrossegat de tornada. Les xemeneies de kimberlita són la font de principal de la producció comercial mundial de diamants, i també contenen altres gemmes i pedres semi-precioses, com a granades i espinelas, i peridotos.

#### Xemeneies de lamproita
Les xemeneies de lamproita són similars a les de kimberlita, excepte que l'aigua bullent i els compostos volàtils continguts en el magma actuen de forma corrosiva sobre la roca subjacent, la qual cosa produeix un con més ampli de roca llançada (l'expulsió d'aquesta roca també forma un anell de tobas, com en les erupcions de kimberlita). Aquest ampli con s'omple llavors amb cendres i materials volcànics. Finalment, el magma desgasificado és empès cap amunt, omplint el con. El resultat és un dipòsit en forma de got de martini de material volcànic (tant magma solidificado com eyectado) que sembla gairebé pla des de la superfície.